# Tép ong
Tép ong (Danh pháp khoa học: Caridina cantonensis) là một loài tép nhỏ trong họ Atyidae thuộc chi Caridina xuất xứ từ các con suối ở miền nam Trung Quốc. đây là loài tép thủy sinh dùng để làm cảnh và có giá trị rất lớn. Chúng có giá lên tới hàng trăm nghìn đồng, thậm chí, có con giá trị cả nghìn đô la.

## Đa dạng loài
- Tép ong đỏ: Tép ong đỏ (Red Bee) là tép lai tạo theo kiểu Inbreed(đồng huyết).
- Tép ong xanh
- Tép ong vàng
- Tép ong đen:Lai tạo từ tép ong tự nhiên
- Tép ong huế (phân bố tại đèo Hải Vân,tên tiếng Anh là princess bee vì có vạch trắng trên đầu như vương miệng
- Tép ong Yên Bái:phân bố tại Yên Bái